# Nada Orel
Nada Orel (Zagreb, 9. kolovoza 1939. – 15. srpnja 2025.), bila je hrvatska fotografkinja, skulptorica i multimedijska umjetnica. Tijekom godina izlaže i eksperimentira u mediju skulpture i fotografije; sudjeluje u multimedijalnim likovnim akcijama kao što su Kretnje u vremenu i Eksperimentalna slika grada te na nizu kolektivnih izložbi u zemlji i inozemstvu. Živjela i radila je u Zagrebu. Kći je fotografa Alojza Orela.

## Životopis
Osnovnu školu završila je u Puli, gdje živi od 1947. do 1954. godine kada se vraća u Zagreb te 1959. završava Školu primijenjene umjetnosti. Od 1963. do 1965. studira na Visokoj defektološkoj školi u Zagrebu, a paralelno studira i na zagrebačkoj Pedagoškoj akademiji gdje diplomira 1971. godine na odjelu likovnih umjetnosti. Akademiju likovnih umjentosti upisuje u Ljubljani 1977. godine, a studiranje nastavlja prelaskom na zagrebačku Akademiju likovnih umjetnosti gdje i diplomira na odjelu male plastike 1980. godine, u klasi prof. Želimira Janeša. Tijekom godina radi kao fotografkinja u Restauratorskom zavodu Hrvatske, suradnica je Majstorske radionice Antuna Augustinčića, voditelja prof. Ivana Sabolića. Samostalno izlaže od početka 1970-ih. U sklopu 6. zagrebačkog salona, 1971. godine postavljen je rad Kućica ljubavi, kao prijedlog da se u parkovima postave drvene kabine namijenjene ljubavnim parovima.

## Radovi/ciklusi (odabir)
Važni fotografski ciklusi su Bijeli aktovi, 1958. – 1976., Portreti, 1959., Akordi, Priča o djevojci, 1968., Sjene, 1968.- 2001., Moj tata u 24 sata, 1973., Balet i suvremeni plas, Dvoboj fotografije i grafike, 1973., Apel za Trogir, 1976., Multivizija, eksperimentalna slika grada (fotoskulpture za Dom za napuštenu djecu u Zagrebu), 1978. – 1982., Marcel Marceau u Parizu, 1990. Multimedijsko-fotografsko-kiparske izložbe: Vremeplov, 1977., Sami (transparentne skulpture), 1978., Pantomima – dani kretanja u vremenu ( skulpture, fotografije, film), 1980., Kretanje u vremenu – multimedijalno, 1981., Multivizijska eksperimentalna slika, filmska projekcija, 1982., Urbani redizajn, 1982. – 1983., Rotacija (razglednice i skulpturalni kubusi), 1982. – 1983., Mali princ u Zagrebu, parkovna skulpturalna radionica za djecu, 1990.
Jedna od recentnijih samostalnih izložbi fotografija Nade Orel, Sjene, fotogrami u kontekstu nadrealističke tradicije, održana je 2018. godine u Fotogaleriji Lang u Samoboru. Autor i kustos izložbe bio je utemeljitelj i osnivač galerije Lang, povjesničar umjetnosti Želimir Koščević.
Uvrštena je kao jedna od izlagačica na izložbu Vidljive/The Visible Ones Muzeja suvremene umjetnosti u Zagrebu 2023. godine.